# Сліпі-Голлоу (кладовище)
Цвинтар «Слі́пі-Го́ллоу» (укр. Сонний виярок, англ. Sleepy Hollow Cemetery) — знаходиться в Сліпі-Голлоу, штат Нью-Йорк, США. Там поховано багато відомих особистостей. Назване в 1849 році, як кладовище «Таррітаун», було перейменовано на прохання Вашингтона Ірвінга на цвинтар «Sleepy Hollow».

## Історія
Це кладовище некомерційне, релігійне, має площу приблизно 90 акрів. Воно межує з церковним двором колоніальної доби, що був основою твору «Легенда сонного виярку». Нерухомість сім'ї Рокфеллера, чиї землі примикають до кладовища «Sleepy Hollow», містить приватний цвинтар Рокфеллера.
1970 року на території некрополя були зняті кілька відкритих сцен фільму жахів «Будинок похмурих тіней» (англ. House of Dark Shadows).
Кладовище було включено до Національного реєстру історичних місць США 3 червня 2009 року.

## Відомі поховання
- Волтер Крайслер — засновник корпорації «Крайслер»
- Томас Вотсон (старший) — один з засновників і перший президент компанії «IBM»
- Пол Варбург — фінансист, теоретик Федеральної резервної системи
- Вінсент Астор — бізнесмен і філантроп
- Вашингтон Ірвінг — письменник-романтик
- Ендрю Карнеґі — підприємець, стале-промисловець, мультимільйонер і філантроп
- Нельсон Рокфеллер — банкір, віцепрезидент США
- Мозес Гікс Ґріннел — офіцер ВМС США, конгресмен
- Мері Ласкер — філантропка
- Еліс Брейді — актриса